# Ototylomys chiapensis
Ototylomys chiapensis — вид гризунів родини Cricetidae. Це ендемік Мексики. Має довжину від голови до крупу 139-194 мм, хвіст 135-174 мм, лапи 30-34 мм і вуха 20-27 мм. Його специфічна назва, chiapensis, на латині означає «з Чьяпаса».